# Mitterteich
Mitterteich är en stad i Landkreis Tirschenreuth i Regierungsbezirk Oberpfalz i förbundslandet Bayern i Tyskland.
Staden ingår i kommunalförbundet Mitterteich tillsammans med kommunerna Leonberg och Pechbrunn.